# 高い城の男 (テレビドラマ)
『高い城の男』（たかいしろのおとこ、The Man in the High Castle）は、フィリップ・K・ディックの同名の歴史改変SF小説『高い城の男』を原作としたAmazon.comのテレビドラマである。

## 概要

ドラマの舞台となる分割支配されたアメリカ

歴史改変SFであり、第二次世界大戦で連合国がナチス・ドイツと大日本帝国に敗れた1960年代のアメリカが舞台となっている。ただし設定や人物名など多くがフィリップ・K・ディックの原作とは異なり、原作にない内容が大幅に追加されている。
第二次世界大戦でアメリカは首都ワシントンD.C.に原爆を投下され敗戦し、ドイツと日本により分割統治され、国土の東側半分は世界的な大ナチス帝国の一部となり、西岸四分の一ほどは日本太平洋合衆国として日本により統治され、両国の中間には中立地帯がおかれている。世界の大半はドイツと日本に支配されており、両国は表向きは同盟国で友好関係であるものの、日本はドイツの技術力・軍事力に圧倒されドイツから軽視されつつあり、両国は陰では敵対関係に入っている。東側ではドイツの親衛隊により、西側では日本の憲兵隊により、アメリカの人々の人権は抑圧され、両国に抗するレジスタンス運動がひそかに広がっている。西側のサンフランシスコ、東側のニューヨーク、および中立地帯を主な舞台とし、体制を転覆させようとする、あるいは守ろうとするアメリカ人、日本人、ドイツ人たちによる群像劇である。「高い城の男」と呼ばれる謎の人物が自分たちの歴史とは全く異なる現実を撮影した謎のフィルム「イナゴ身重く横たわる」がひそかに出回り、アドルフ・ヒトラーがそれを大ナチス帝国に対する深刻な脅威と判断したことで、フィルムを巡る争いが人々を巻き込む。
シーズン1の10話が Amazonビデオ で2015年11月20日から配信され、シーズン2の10話が2016年12月15日に配信された。2017年1月3日には、シーズン3の制作が発表され て、2018年10月5日に公開された。最終となるシーズン4は2019年11月15日に配信された。
日本では、2016年12月13日にシーズン1が、2017年1月27日にはシーズン2がどちらも遅れて公開され、2018年10月5日にはシーズン3が、2019年11月15日には最終シーズン4が全世界と同時に配信された。

## あらすじ

### シーズン1のあらすじ

アメリカ合衆国は日本に支配される西部の日本太平洋合衆国、ドイツに支配される東部の大ナチス帝国、その間に挟まれた中立地帯のロッキー山脈連邦に三分されている

大ナチス帝国の旗

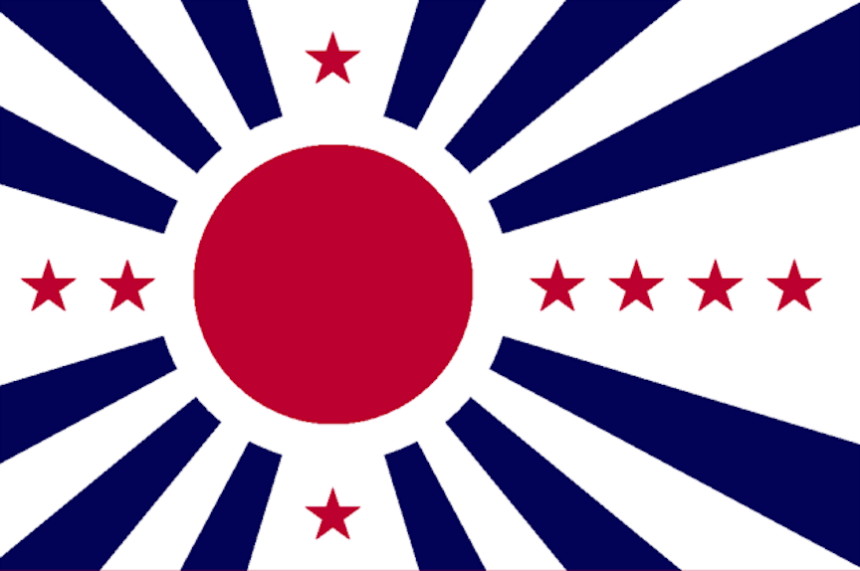
日本太平洋合衆国の旗

1962年、アメリカ合衆国は日本の傀儡国家である西海岸の日本太平洋合衆国、ドイツに支配される世界的大国の大ナチス帝国の一部である東部、その間に挟まれた中立地帯であるロッキー山脈連邦に三分されている。世界はほぼ日本とナチスによって分割され、ヨーロッパのユダヤ人は絶滅させられ、アフリカ全土は奴隷化されている。アメリカでもユダヤ人は虐殺され、わずかな数が隠れ住む。
日本太平洋合衆国のアメリカ人の大半は支配階級である日本人におもねる。ジュリアナ・クレインはサンフランシスコに住み合気道を学ぶ。ジュリアナの妹はレジスタンスに加わり、憲兵隊に射殺され、死の直前に姉にあるフィルムを渡す。そこには、第二次大戦で連合国が勝利し、ドイツと日本が敗れた改変歴史のニュースが収められている。ジュリアナは妹の代わりにロッキー山脈連邦のキャノン・シティに行ってフィルムを接触相手に渡そうとし、ニューヨークから来たトラック運転手のジョー・ブレイクと知り合う。ジョー・ブレイクは実は大ナチス帝国の親衛隊のスパイであり、レジスタンスに潜入してやはりフィルムをキャノン・シティに運んでいる。「高い城の男」と言う謎の人物が、様々な未来を見せるフィルムを集め、その代わりにレジスタンスを助けていることがわかる。
大ナチス帝国ではヒトラーが病気で弱り、後継者たちは日本に戦争を仕掛けてアメリカ西海岸も手に入れようと画策する。戦争を避けようとするナチス国防軍大佐のルドルフ・ウェゲナーと、日本太平洋合衆国の田上貿易大臣は密かに協力し、劣勢の日本政府にナチスの核兵器の秘密をもたらして両国の戦力を互角にしようとする。木戸憲兵隊大尉はフィルムを追い、ジュリアナのボーイフレンドでユダヤ人のフランク・フリンクを尋問してその家族を殺し、フランクは日本への復讐を誓う。日本人相手に卑屈に骨董品を売るロバート・チルダンは、フランクと組んで模造品を日本人に売りつける。日本の皇太子がサンフランシスコ訪問中に狙撃され、木戸はフランクを容疑者として追う。皇太子を狙撃したのは、実は日本との開戦の口実が欲しいナチスの一勢力であるが、敗北が必至の戦争を避けたい木戸は隠蔽する。ジョーは新しいフィルムを追ってニューヨークからサンフランシスコに来るが、スパイとしての使命とジュリアナへの愛の板挟みとなる。
東部でも白人はナチスにおもねりユダヤ人と黒人を絶滅させ、ジョーの上司であるアメリカ人のナチス親衛隊大将ジョン・スミスは冷酷にレジスタンスを追い詰める。だが息子の不治の病を知って、義務である安楽死処理を躊躇する。ウェゲナーはラインハルト・ハイドリヒにヒトラー暗殺を強制されるが失敗して自殺し、ハイドリヒはスミスに逮捕される。ジュリアナはフィルムの秘密を知るため、レジスタンスに近づく。易に頼り平和を求める田上はジュリアナを雇い援助するが、不意に別世界のサンフランシスコに移動し、その光景を見て驚く。

### シーズン2のあらすじ
シーズン2はシーズン1の直後から始まる。
それぞれ異なる時間線をもつ多数の別世界が存在し、一部の人間は世界間を移動する能力を持ち、「高い城の男」やヒトラーは様々な別世界の映像を収めたフィルムを収集し研究する。別世界の未来を参考にすることで、この世界の未来を改変できることが分かる。
日本太平洋合衆国では、フランクはヤクザの力を借りてエドを憲兵隊から取り戻すが、日本への憎しみからレジスタンスに参加して将軍を暗殺し、フランクの生死は不明となる。田上は日本が敗れた別世界で、死んだはずの妻と息子、その嫁となっているジュリアナに会い、ビキニ環礁水爆実験のフィルムを見て、核戦争を阻止するためにフィルムを元の世界に持ち帰る。
東部では、ジョーはニューヨークに戻るが、ジュリアナが死んだと聞かされ、ドイツに行き首相の父ホイスマンと再会する。ドイツ文化に親しみ、女性映画監督のニコールと知り合い、疎遠だった父との関係を修復する。ジュリアナはサンフランシスコへの原爆投下を避けるため、大ナチス帝国に亡命してスミスの保護を受け、「高い城の男」が示唆した謎の男ディクソンをニューヨークで捜す。スミスは不治の病に冒された息子トーマスを安楽死から救うために診察した医師を殺し、トーマスをナチス社会から逃がす計画を立てる。
ヒトラーが死んで後継となったホイスマンは、圧倒的な軍事力で日本との核戦争を企てる。木戸は日本による水爆実験であると偽って田上の持ち帰ったフィルムをスミスに渡し、日本の報復による大惨事を避けるよう説く。ジュリアナはスミスの息子のスキャンダルの露見を防ぐ。スミスはベルリンに飛びジョーの助けでフィルムをナチス幹部に見せて戦争を阻止し、ホイスマンの陰謀を暴露して失脚させ、称賛を浴びる。だがナチスに心酔するトーマスは自ら安楽死を求める。「高い城の男」アベンゼンはジュリアナに会い、様々な別世界を映すフィルムにおいて、ジュリアナは常に鍵となる人物であると話し、死んだはずの妹トゥルーディに会わせる。レジスタンスの指導者は、収集したフィルムを田上に渡す。

### シーズン3のあらすじ
シーズン3はシーズン2の直後に始まる。ヒムラーが総統となった大ナチス帝国は征服を止めず、劣勢の日本を挑発する。
ジュリアナは、しばしば別世界のフラッシュバックを見るようになり、トゥルーディを連れて中立地帯からサンフランシスコに行き田上に保護される。ジョーはヒムラーの命でサンフランシスコに行き、ナチスからの亡命者を暗殺し、次に田上を狙うがジュリアナに殺される。ジュリアナはナチスが並行世界を侵攻しようとする計画を阻止するため、ワイアットとともに東部に向かう。途中の中立地帯ではエドとフランクに再会する。
日本太平洋合衆国では、大ナチス帝国の石油禁輸により燃料が不足し、ナチスからの亡命者が暗殺され、田上の命が狙われる。田上はスミスと会談して戦争を再び回避しようとする。田上は木戸に、並行世界の存在を打ち明ける。
中立地帯では、火傷を負ったフランクがユダヤ人の共同体に隠れ住み、レジスタンスを鼓舞するポスターを広めるが、木戸に捜し出されて殺される。高い城の男アベンゼンはナチスに捕えられる。
東部の大ナチス帝国では、アメリカの歴史を抹消してアメリカ人を忠実なる大ナチス帝国民に作り変える計画"イヤー・ゼロ"が立案され、自由の鐘と自由の女神が破壊され、安楽死を選んだトーマスが称賛されるが、スミスとヘレンは苦悩する。スミスは政敵との闘争を勝ち抜き、北アメリカ最高の元帥の地位に就く。スミスは家族、自国民の保護、そしてナチスへの忠誠の狭間で揺れ、娘たちの遺伝病診断を恐れるヘレンは娘たちを連れて失踪する。
ナチスは別世界から来た"旅人"の存在を知り、ペンシルバニア州の鉱山の秘密基地で、別世界への扉を開く装置の起動に成功する。ジュリアナは装置の破壊に失敗して捕えられる。ヒムラーは狙撃される。転移した世界で自分自身が生存していた場合、転移した人物は死ぬことがわかる。シーズンの最後に、ジュリアナは別世界に転移する。

### シーズン4のあらすじ
シーズン4はシーズン3の1年後に始まる。日本とナチスによる北米支配は崩壊する。
日本太平洋合衆国では、黒人共産反乱軍（BCR）が攻勢を強める。日本政府内の強硬派が田上を暗殺するが木戸の協力を得た皇太子妃らの講和派が反撃して撤退を決める。BCRと白人たちが日本に代わって支配する。木戸は息子を救うためにヤクザの顧問となって残留し、チルダンは日本人妻とともに日本に行こうとする。
連合国の勝った並行世界にはジュリアナが移動している。トーマスが父の反対を押し切ってベトナム戦争に志願する。スミスに送られた工作員がジュリアナを殺そうとして、この世界のスミスを殺す。ジュリアナは易に導かれて元の世界に戻る。スミスが並行世界に来て、生きているトーマスに再会する。
東部の大ナチス帝国では、ニーベンベルト計画によって工作員が"扉"を通して並行世界に送られ、情報を持ち帰る。ヘレンと娘たちが中立地帯から戻るが、ジェニファーは反ナチス、エイミーがナチス支持者となって家庭は崩壊する。フーヴァーがスミス家を盗聴して陥れようとする。スミスは先手を取ってベルリンでゴーツマン親衛隊大将と共謀してクーデターを起こし、大ナチス帝国から自治権を獲得して北米長官となると、日本の撤退した西海岸に侵攻し、白人種以外を絶滅させる計画を立てる。これを知ったヘレンはレジスタンスと内通する。そして、スミスは自身の今までの人生を悔やんで自殺し、西海岸侵攻は中止される。並行世界から"扉"を通って多くの人々がやって来る。

## 登場人物

### 主要人物
ジュリアナ・クレイン
演 - アレクサ・ダヴァロス / 日本語吹替 - 山賀晴代
登場：シーズン1-4
アメリカ西側の日本太平洋合衆国サンフランシスコの住民。実の父が日本軍との戦いで南太平洋で戦死し、母や親類は日本を憎んでおり、ジュリアナも政治や信条としては日本を好きではないが、合気道は美しいと気に入り、道場で学んでいる。異父妹トルーディが抵抗運動に参加して日本の憲兵隊に射殺された際に所持していたフィルム『イナゴ身重く横たわる』の謎を追い、中立地帯のキャノンシティを訪れてジョー・ブレイクと出会う。秘密を探るために日本太平洋合衆国政府の職に応募し、田上のスタッフとして勤務する。数々の並行世界のフィルムの中で、常に鍵となる存在。
フランク・フリンク
演 - ルパート・エヴァンス / 日本語吹替 - 佐藤美一
登場：シーズン1-3
ジュリアナと同棲するボーイフレンドでユダヤ人の血を引く白人男性。宝飾品加工の確かな腕を持つが、抑圧下のアメリカでは宝飾品は贅沢品として作ることが許されず、不本意ながら金属加工の技術を活かして模造銃工場で働いている。ジュリアナとの平穏な生活を望んでいたが、フィルムを巡る争いに否応なく巻き込まれてゆく。妹家族を憲兵隊に殺されてレジスタンスに入り、憲兵隊本部爆破テロ事件を起こす。自らも火傷を負って中立地帯のユダヤ人共同体に身を隠し、そこで反戦メッセージを込めた絵を描くようになる。当初は妹家族の敵討ちのために無関係の人々を巻き込んでテロ事件を起こした罪悪感に苛まれていたが、ユダヤ人共同体での生活やアート活動を通して克服する。その後、再会したエドと共に街中に絵を描いたところを木戸に逮捕され、処刑される。
エド・マッカーシー
演 - DJクオールズ / 日本語吹替 - 長谷川敦央
登場：シーズン1-3
フランクの同僚で親友。同性愛者であり、かつてはフランクに想いを寄せていた。憲兵隊に追われるジュリアナとフランクを助けようと奔走する。フランクが皇太子狙撃犯の嫌疑をかけられた際に彼をかばって犯人として名乗り出て投獄され、憲兵隊に協力することを条件に釈放される。その後はフランク、チルダンと共に美術品の贋作製作に携わるが、フランクによるテロ事件による憲兵隊の報復から逃れるためチルダンと共に中立地帯に脱出する。避難先のデンバーで出会ったジャックと親密な関係になり、チルダンと別れて同地に残ることを選択する。フランクの生存を知ると、彼のアート活動に協力し、彼の死後はジャックと共にサンフランシスコに向かいチルダンと再会し、3人でフランクの絵を街中に掲げ、フランクの遺志を継ぐことを決意する。シーズン4には登場せず、その後の去就は不明。
木戸武
演 - ジョエル・デ・ラ・フエンテ / 日本語吹替 - 矢崎文也
登場：シーズン1-4
日本太平洋合衆国の憲兵隊幹部。階級は警部・大尉であり、シーズン4では大佐に昇進している。出身は郡山で、かつてはスミスと同じソロモン諸島の戦闘に従軍していた。私服でレジスタンスの摘発及び『イナゴ身重く横たわる』の回収にあたっており、トルーディを射殺した張本人。ジュリアナをかばう田上と対立しているほか、スミスやヤクザとは協力関係にある。フィルムを託されたジュリアナの行方を捜す中でフランクを逮捕し、ユダヤ人である彼の妹家族をガス室で殺害したため、フランクから恨まれている。日本がアメリカから撤退する際にはサンフランシスコに残留するが、息子・徹がヤクザに多額の借金を抱えてしまったため、息子の解放と引き換えにヤクザの一員となる。
田上信輔
演 - ケイリー＝ヒロユキ・タガワ / 日本語吹替 - 松永英晃
登場：シーズン1-3
日本太平洋合衆国の通商大臣。思慮深く、皇太子妃からの信頼も厚い。易占いを好む。平和主義者で、核抑止力によって戦争を回避するためにナチスの原爆技術を日本にもたらそうとウェゲナーと共に秘密裏に活動する。民族主義者ではなく、人種偏見が少なく、白人であるジュリアナにも敬意を持って接する。妻子とは死別している。並行世界の一つでは妻子は健在で、息子がジュリアナと結婚していることから、彼女に特別な庇護を与えている。ナチスとの戦争を回避するために奔走していたが、陸軍強硬派によって暗殺される。
ロバート・チルダン
演 - ブレナン・ブラウン / 日本語吹替 - 及川ナオキ
登場：シーズン1-4
サンフランシスコのアメリカ古美術商会店主。骨董品を取り扱っており、主な顧客は支配層となった裕福な日本人である。骨董的な銃器も扱っており、販売を禁じられている実弾をフランクにこっそり販売したが、それをネタにフランクから脅されてしまい、贋作骨董品の製造販売で手を組む。当初はフランクと手を組むことに否定的だったが、顧客のポール・梶浦に不当な扱いをされたことをきっかけに積極的に贋作製造を進めるようになる。また、脅迫してきたフランクやエドにも忌避感を抱いていたが徐々に打ち解け、憲兵隊に追われる2人の身を案じるようになった。シーズン4では日本人のユキコを助手に迎え、日本がアメリカから撤退する際に彼女と結婚して日本に移住しようとするが、「日本人ではない」との理由で帰国船への乗船を拒否され離れ離れになってしまう。その後、ヤクザと取引を行い、自身の店と骨董品を譲渡して日本行きの船の乗船券を入手して日本に旅立つ。
ジョン・スミス
演 - ルーファス・シーウェル / 日本語吹替 - 木下浩之
登場：シーズン1-4
ニューヨークの親衛隊本部に勤務する大ナチス帝国の親衛隊大将。旧アメリカ合衆国出身で、かつてはアメリカ陸軍に所属しており、南太平洋ソロモン諸島で激戦を経験した。合衆国陸軍では大尉であったが、親衛隊では大将にまで登りつめた人物で、1945年のワシントンへの原爆投下の際には近郊の自宅から閃光とキノコ雲を目撃した。ジョーを使ってフィルムの調査と回収にあたる。高い戦闘能力を持っており、またナチス内部の陰謀を敏感に察知する嗅覚や用心深さも備えている。郊外の邸宅に妻と子供たちと暮らし、家族思いである。ナチスというのは強者ばかりを称賛し、病者や身体障害者など弱者に対しては冷酷で弱者を抹殺しようとする組織であり、自らもその思想に染まってナチスへ献身している。だがある日、息子・トーマスが不治の難病にかかっていると医師から告げられ、ナチスから抹殺対象とみなされる弱者となってゆく運命にあると知り、深く思い悩み、彼を生かすために奔走する。
ホイスマンのクーデターを鎮圧した功績からアメリカ人として初めて親衛隊上級大将に昇進し、さらには北アメリカ国家元帥に昇進してヒムラーの腹心の地位を確立する。その一方、トーマスを喪ったことで妻・ヘレンとの関係が悪化していき、並行世界で生存しているトーマスに依存するようになる。シーズン4ではゴーツマンと共謀してクーデターを起こしてヒムラーを暗殺し、大ナチス帝国から自治権を獲得して北米長官に就任する。日本の撤退を機に北米統一を目指して黒人共産反乱軍との戦争を宣言し、同時に並行世界からトーマスを連れ出すことを画策するが、ジュリアナやワイアット率いるレジスタンスに襲撃されヘレンを喪ってしまう。最期は幸福な人生を送る並行世界の自分に想いをはせながら自殺する。
ジョー・ブレイク (ヨーゼフ・ホイスマン)
演 - ルーク・クラインタンク / 日本語吹替 - 川島得愛
登場：シーズン1-3
ナチスの工作員。レーベンスボルンで生まれた純血のアーリア人であり、ナチス高官のホイスマンを父に持つが、生後間もなく母に連れられてニューヨークに移住する。スミスの命令でレジスタンスに潜入し、キャノンシティにフィルムを輸送したことからジュリアナと行動を共にし、彼女に好意を抱く。また、任務の範疇を超え『イナゴ身重く横たわる』の内容に興味を抱く。その後、ホイスマンに呼び出されてベルリンに向かい、そこで自分の出自を知り、父の秘書としてベルリンに留まる。ヒトラーの死後、全権を掌握して日本との戦争を画策する父に反対し、スミスと協力して戦争を止めようとするが、スミスによってクーデター首謀者として父共々逮捕される。シーズン3ではヒムラーの命令で父を処刑し、彼直属の暗殺部隊に配属され、「ヨーゼフ・チナデーラ」の偽名を使いニューヨークに帰還する。ヒムラーの指令を受けてクーデター派の暗殺を行い、さらに田上の命を狙う中でジュリアナと再会する。ジュリアナを利用して田上の暗殺とアベンゼンの拘束を画策するが、彼女に殺害される。

### 日本太平洋合衆国

#### 日本人
猪口
演 - 尾崎英二郎 / 日本語吹替 - 吉富英治
登場：シーズン3-4
海軍提督。穏健派の将官であり、皇太子妃の指示の下で黒人共産反乱軍と和平交渉を行うが、背信行為と見なされ逮捕される。矢守の独断で軍法会議にかけられ死刑判決を受けるものの、木戸の翻意によって処刑を免れる。アメリカから撤退する際には艦隊司令官として日本人の帰国を支援する。
小野田秀久
演 - ツィ・マー
登場：シーズン2
陸軍大将。強硬派の将官の一人で、ナチスとの戦争を始めるためサンフランシスコに乗り込み原爆製造を推進する。ホイスマンの最後通牒を受けて開戦の準備を進めるが、憲兵隊本部での作戦会議中にフランクの爆破テロによって殺害される。
畑俊六
演 - キーオン・ヤング
登場：シーズン1
陸軍大将。強硬派の将官の一人で、ナチスに対抗するために原爆開発を推進している。
矢守
演 - ブルース・ロック / 日本語吹替 - 山下禎啓
登場：シーズン4
日本太平洋合衆国の総督。陸軍大将。アメリカとの戦争で息子2人が戦死しており、そのためアメリカからの撤退に強硬に反対している。穏健派の田上を暗殺し、黒人共産反乱軍と和平交渉を行った猪口を処刑しようとするが失敗し、翻意した木戸に逮捕される。その後、アメリカからの撤退が決定した際に獄中自殺している。
増田
演 - クリント・ジャング
陸軍大将。矢守の同期で、満州戦線で反乱軍の掃討を指揮していた。黒人共産反乱軍を掃討するため太平洋合衆国を訪れるが、チルダン主催のオークションに出席した際に黒人共産反乱軍に殺害される。
飯島
演 - リッチ・ティン
陸軍大尉。矢守の命令を受けて田上を暗殺するが、木戸に見抜かれ射殺される。
琴道
演 - アーノルド・チュン
登場：シーズン1-4
田上の補佐官。スーツの下に熱傷のケロイドを隠している。正体は並行世界からやってきた「旅人」であり、長崎市への原子爆弾投下によって被爆している。
吉田
演 - リー・ショーテン
登場：シーズン1-2
憲兵隊の私服捜査員で木戸の右腕。階級は巡査部長。木戸が最も信頼を寄せる部下だったが、フランクによる憲兵隊本部爆破テロに巻き込まれ殺害される。
中村
演 - アキー・コタベ
登場：シーズン3
ハワイ出身で日本人と白人の混血（ハパ）。吉田の後任として木戸の直属となるが、混血であることを理由に日本人として扱われなかったことからナチスに情報を横流ししていた。後に情報を漏洩させていたことが発覚し、処刑される。
田上美智子
演 - 小松ゆか
登場：シーズン2
田上の妻で、故人。並行世界では生存しているが、田上との結婚生活は破綻しており、離婚調停中である。
田上紀明
演 - エディ・シン
登場：シーズン2
田上の息子で、故人。並行世界では生存しており、ジュリアナと結婚して息子をもうけている。
木戸徹
演 - 三辻茜
登場：シーズン4
憲兵隊伍長で、木戸の息子。サンフランシスコに赴任していた父とは長年疎遠だった。中国戦線に従軍して金鵄勲章を授与されるが、同地で虐殺行為に加担したことが精神的な負担になっている。大神の部下を殺し、さらに多額の借金を抱えてしまったことからヤクザに拘束されてしまうが、父がヤクザの一員になることを条件に解放され、日本に帰国する。
タイシ・オカムラ
演 - ヒロ・カナガワ
登場：シーズン2
ヤクザの親分。木戸とは協力関係にあり、皇太子狙撃犯やレジスタンスの情報を提供する見返りに非合法活動を黙認してもらっている。また、ポール・梶浦とも繋がっており、彼に贋作を売りつけたフランクやチルダンから金を巻き上げている。一方でナチスとも繋がっており、フィルムとアベンゼンの行方を探っていたが、そのことが木戸に露見し、背信行為と見なされて射殺される。
大神
演 - マイケル・ハギワラ
登場：シーズン3-4
オカムラの死後に台頭したヤクザの親分。日本がアメリカから撤退した後もサンフランシスコに留まり、同地の裏社会の利権を維持している。また、木戸徹を人質にして、協力関係にあった木戸を部下としてヤクザの世界に引き込む。
ポール・梶浦
演 - ルイ・オザワ
登場：シーズン1
裕福なサンフランシスコ在住日本人。チルダンの顧客。ヤクザともつながる弁護士。
ベティ・梶浦
演 - TAO / 日本語吹替 - 松浦裕美子
登場：シーズン1
ポールの妻。
タミコ・ワタナベ
演 - タムリン・トミタ
登場：シーズン3-4
沖縄出身でハワイから来た女性。田上と知り合い親密な関係になる。
ユキコ
演 - チカ・カナモト
登場：シーズン4
チルダンの助手。日本がアメリカから撤退する際、チルダンと結婚して日本に帰国する。
皇太子
演 - 辻大介 / 日本語吹替 - 松井暁波
登場：シーズン1
大日本帝国の皇太子。穏健派で、ナチスとの共存を図っていることから陸軍の強硬派と対立している。サンフランシスコでの演説中、何者かによる狙撃を受け重傷を負う。
皇太子妃
演 - 吉田真由美
登場：シーズン1、4
大日本帝国の皇太子妃。皇太子と同じく穏健派で、田上に信頼を寄せている。田上の死後は猪口を重用し、黒人共産反乱軍との和平交渉を一任する。
昭和天皇
演 - ヒロモト・イダ
登場：シーズン4
大日本帝国の元首。太平洋合衆国の放棄とアメリカからの撤退を宣言するテレビ放送に登場。

#### アメリカ人（サンフランシスコ）
ウインダム＝マトスン
演 - ジャック・ケーラー / 日本語吹替 - 宮崎敦吉
登場：シーズン1
フランクの働く工場の社長。
ローラ・クローザース
演 - クリスティン・シャトレイン / 日本語吹替 - 松浦裕美子
登場：シーズン1
フランクの妹。フランクが逮捕された際に憲兵隊に出頭を命じられ、ガス室で殺害される。
トルーディ・クレイン
演 - コナー・レスリー / 日本語吹替 - 松浦裕美子
登場：シーズン1-3
ジュリアナの妹。レジスタンスの一員で木戸に射殺されるが、死の直前にフィルムをジュリアナに託す。シーズン3では並行世界から「こちら側」に迷い込み、アベンゼン夫妻のもとで半年ほど暮らし、その際にジュリアナと出会う。
アン・クレイン・ウォーカー
演 - マコール・ゴードン
登場：シーズン1-2
ジュリアナとトルーディの母。日本人に対して嫌悪感を抱いている。
アーノルド・ウォーカー
演 - ダニエル・ローバック
登場：シーズン1-2
アンの再婚相手。家族には郵便局勤務と偽り、政府の盗聴部門で働いている。ヒトラーが死んだことを知ったジュリアナから、戦争が始まる前にサンフランシスコから脱出するように促され、アンを連れて中立地帯に避難する。
マーク・サンプソン
演 - マイケル・ガストン
登場：シーズン1-3
フランクの友人でユダヤ人。後に家族を連れて中立地帯に移住し、ユダヤ人共同体のリーダーとなり、爆破テロ事件を起こして負傷したフランクを保護する。

##### レジスタンス
レミュエル・ワシントン
演 - リック・ワージー / 日本語吹替 - 石原辰己
登場：シーズン1-4
キャノン・シティとサンフランシスコで活動するレジスタンス。通称は「レム」。アベンゼンと接触できる人物の一人であり、ジュリアナとも協力関係を築く。ジュリアナと別れた後はワイアットと共に行動し、黒人共産反乱軍との交渉を担う。その後は黒人共産反乱軍に合流してナチスとの戦争に備える。
ワイアット・プライス
演 - ジェイソン・オマラ / 日本語吹替 - 高木章裕
登場：シーズン3-4
麻薬や武器を取り扱う密輸業者。敗戦直後は抵抗軍の一員としてナチスと戦っていた。ジュリアナと行動を共にするうちに再びナチスと戦う道を選び、フィルムの拡散を積極的に行うようになる。シーズン4では並行世界から帰還したジュリアナと再会し、仲間を集めてスミス暗殺作戦を指揮する。
ジョー・ディクソン
演 - テイト・ドノヴァン
登場：シーズン2
ニューヨークを拠点に活動するレジスタンスで、トルーディの父。ジュリアナの父とアーノルドとは戦友であり、トルーディの死に関与したジュリアナのことを快く思っていない。トーマスの難病の情報を利用してスミスの抹殺を図るが、反対するジュリアナに射殺される。
ゲイリー・コネル
演 - カラム・キース・レニー
登場：シーズン2
西海岸のレジスタンスのリーダー。ジュリアナに不信感を抱き殺そうとするが失敗し、その後はフランクと接触して憲兵隊本部の爆破テロを計画する。テロ事件発生後、憲兵隊に逮捕され、処刑される。
カレン
演 - カミール・サリヴァン
登場：シーズン1-2
レジスタンスの一員。ゲイリー、レム、ジュリアナと行動中に憲兵隊との銃撃戦に巻き込まれ、射殺される。
サラ・村上
演 - カラ・ミツコ
登場：シーズン2
日系人のレジスタンス。戦時中は強制収容所に入れられていた。フランクと共に憲兵隊本部に潜入していたが、爆破に巻き込まれて死亡する。
ウィリアム・ヘーガン
演 - マイケル・ホーガン
登場：シーズン2-3
レジスタンスの一員。憲兵隊本部爆破テロ事件に関与して逮捕され、木戸にフランクが生きていることを自白する。
ランダル
演 - ハンク・ハリス
登場：シーズン1
レジスタンスの一員で、カレンの友人。憲兵隊に逮捕され、処刑される。
ドン・ウォーレン
演 - マイケル・リスポリ
登場：シーズン1
レジスタンスの一員。ジョーにフィルムを運ぶように指示した後、親衛隊に逮捕され、拷問死する。

##### 黒人共産反乱軍
ベル・マロリー
演 - フランシス・ターナー / 日本語吹替 - 宇那明莉
登場 - シーズン4
黒人共産反乱軍の一員。エクイアーノの死後、混乱するメンバーを束ねてリーダーとなる。
イライジャ
演 - クレ・ベネット / 日本語吹替 - 安田裕
登場 - シーズン4
黒人共産反乱軍の一員。ベルの恋人。
エクイアーノ・ハンプトン
演 - デヴィッド・ヘアウッド
登場 - シーズン4
黒人共産反乱軍の創設者。猪口との和平交渉に臨むが、和平に反対する陸軍強硬派によって暗殺される。

#### 大ナチス帝国

##### アメリカ人（ニューヨーク）
ヘレン・スミス
演 - チェラー・ホースダル / 日本語吹替 - 桜岡あつこ
登場：シーズン1-4
スミスの妻。トーマスを喪って以降は精神的に不安定な状態に陥り、スミスとの関係も次第に悪化していく。スミスが並行世界からトーマスを連れ出そうとした際には反対して口論となるが、直後にレジスタンスの襲撃を受けて死亡する。
トーマス・スミス
演 - クイン・ロード / 日本語吹替 - 寺島惇太
登場：シーズン1-4
スミスの長男。法律で安楽死の対象となっている不治の難病に罹患していることが判明し、苦悩する。父がホイスマンのクーデターを鎮圧して英雄になった姿を目の当たりにし、父に迷惑をかけないため衛生局に出頭して安楽死を選択する。死後は母校の名称が「トーマス・スミス高校」に改名され、ドキュメンタリー映画が製作されるなどプロパガンダに利用される。並行世界では難病には罹患しておらず、ベトナム戦争に従軍するためアメリカ海兵隊に入隊する。
ジェニファー・スミス
演 - ジーニャ・チャルパンティエ
登場：シーズン1-4
スミスの長女。母に連れられ中立地帯で暮らした際に自由な気風に触れ、ナチスの体制や思想に疑問を抱くようになる。
エイミー・スミス
演 - グラシン・シンエイ
登場：シーズン1-4
スミスの次女。ジェニファーと異なりナチスの思想に順応し、体制に疑問を抱く姉と対立するようになる。
ジョージ・リンカーン・ロックウェル
演 - デヴィッド・ファー / 日本語吹替 - 山下禎啓
登場：シーズン3
北アメリカ国家元帥。自身の地位を脅かす存在になったスミスの排除を画策するが、フーヴァーの裏切りによって失敗する。ヒムラーによって国家元帥を解任されハバナに追放され、スミスが送り込んだ刺客に暗殺される。
ジョン・エドガー・フーヴァー
演 - ウィリアム・フォーサイス / 日本語吹替 - 箆津弘順
登場：シーズン3-4
アメリカ帝国捜査局長。当初はロックウェルと組んでスミスの失脚を画策していたが、スミスにスキャンダルの証拠を掴まれ、ロックウェルを裏切る。その後はスミスに恭順しつつ彼の身辺を調査し、スミス夫妻の反体制的言動をヒムラーに密告するが、直後にスミスが起こしたクーデターで殺害される。
ビル・ウィットクロフト
演 - エリック・ラング
登場：シーズン4
陸軍大将。スミスとは旧アメリカ合衆国陸軍時代からの戦友で、第二次世界大戦時はスミスと共に任務についていた。スミスを信頼しており、スミスの北米統一計画を全面的に支持している。
エリック・レーダー
演 - アーロン・ブレイクリー
登場：シーズン1-3
親衛隊少佐。スミスの副官。スミスと共にレジスタンスに襲撃され重傷を負い、療養生活を経て任務に復帰する。その後、ヒムラーの命令を受けたジョーに殺害される。
トッド・メッツガー
演 - ショーン・マイケル・クーリング
登場：シーズン3-4
親衛隊少佐。レーダーの死後、後任の副官としてスミスの補佐を務めている。スミスと共に並行世界の扉に向かう途中でレジスタンスの襲撃を受け、殺害される。
コノリー
演 - ニール・ブレッドソー
登場：シーズン1
親衛隊大尉。スミスの部下だが、ハイドリヒの命令でレジスタンスにスミスの情報を流していたことが判明し、スミスに殺害される。
セルマ・ハリス
演 - ローラ・メネル
登場：シーズン3
ヘラルド紙の記者。夫共々同性愛者であり、普段は互いに愛人のもとで過ごしている。ニコールの恋人となるが、彼女と共に女性専用クラブに出入りしていたことが発覚して逮捕される。その後、ニコールの計らいで釈放されるが、彼女の失脚に伴い粛清される。
ビリー・ターナー
演 - ジャイルズ・パントン
登場：シーズン3-4
北アメリカ宣伝大臣。ニコールと共同で「イヤー・ゼロ」のプロパガンダ映画製作に従事し、彼女の失脚後はアベンゼンを利用してプロパガンダ映画の製作を進める。
ジェラルド・アドラー
演 - ケヴィン・マクナルティ
登場：シーズン1-2
スミス家の隣人で、トーマスの主治医。スミスにトーマスが難病に罹患していることを告げ、安楽死を勧めるが、口封じのため彼に殺害される。
アリス・アドラー
演 - ジリアン・バーバー
登場：シーズン2-3
ジェラルドの妻。ヘレンとジュリアナの友人。夫の死に疑問を抱き調査を依頼するが、スミスが無断で遺体を火葬したことでスミス夫妻への疑念を深める。夫の死を巡ってヘレンと口論になり、その最中に事故死する。
ヘンリー・コリンズ
演 - カート・エヴァンス
登場：シーズン2
北アメリカ宣伝次官。レジスタンスに妻のルーシーを人質にとられ、テレビ放送でヒトラーの死を公表するように強要され、放送中に親衛隊に射殺される。
ルーシー・コリンズ
演 - エミリー・ホームズ
登場：シーズン2-4
ヘンリーの妻。ヘレンとジュリアナの友人。
リタ・ピアース
演 - ジェシー・フレイザー
登場：シーズン1-2
ジョーの恋人。ジュリアナの存在を知った後、ジョーのもとを離れる。
バディ・ピアース
演 - カーター・ライアン・エヴァンチック
登場：シーズン1-2
リタの息子。
ブリジット
演 - メグ・ヘウス
登場：シーズン3-4
スミス家の家政婦。一家がマンハッタンに移住した際に新たに雇用される。
ダニエル・ライアン
演 - ジェフリー・ノードリング
登場：シーズン3
精神分析医。トーマスを喪って憔悴したヘレンの治療に当たるが、彼女がナチスの思想に対する疑問を口にするようになったことをスミスに報告する。
マーサ・ストラウド
演 - レイチェル・ニコルズ
登場：シーズン4
秘密警察員。スミスの命令でヘレンの護衛を務めるが、彼女との接触を図るジュリアナとワイアットに殺害される。
ダニエル・レヴァイン
演 - チャーリー・ホフハイマー
登場：シーズン4
旧アメリカ合衆国陸軍人。ユダヤ人。スミス、ウィットクロフトの戦友。ナチスのアメリカ占領後、ユダヤ人のため逮捕される。その場にいたスミスに助けを求めるが、彼に見捨てられ強制収容所に連行される。並行世界では生存しており、スミス家と家族ぐるみの付き合いをしている。

##### ドイツ人
アドルフ・ヒトラー
演 - ウルフ・ミューザー
登場：シーズン1-2
大ナチス帝国の総統。1960年代に至っても健在であるが、老齢のため後継者争いが起こる。旧オーストリア領にある山中の大本営で、大量の『イナゴ身重く横たわる』とおぼしきフィルムを収集、観賞している。日本との同盟関係を保とうとしていたが、対日強硬派のホイスマンに暗殺される。
エヴァ・ブラウン
演 - リサ・パクストン
登場：シーズン2
ヒトラーの妻。
マルティン・ホイスマン
演 - セバスチャン・ロッシェ
登場：シーズン2-3
ジョー・ブレイクの父親で大ナチス帝国首相。正妻との間に息子が2人いたが、連合軍の空襲で喪っている。ハイドリヒと共謀してヒトラーを暗殺し、総統代理に就任。ヒトラー暗殺の罪を日本に擦り付けて開戦の準備を進めるが、スミスに阻止されて失敗し、反逆罪で逮捕される。その後、ジョーの手で処刑される。
ラインハルト・ハイドリヒ
演 - レイ・プロスチア
登場：シーズン1-2
親衛隊上級大将。ホイスマンと共謀してヒトラー暗殺を計画するが、スミスに阻止され拘束される。その後、スミスの策略で首謀者がホイスマンであることを自白してしまい、その場で射殺される。
ハインリヒ・ヒムラー
演 - ケネス・タイガー / 日本語吹替 - 小林操
登場：シーズン2-4
親衛隊長官。スミスからヒトラー暗殺の首謀者がホイスマンであることを知らされ、彼を逮捕して総統に就任する。ニーベンベルト計画を立案して扉の建設を指示し、並行世界の侵略を計画し、同時に「イヤー・ゼロ」を計画してアメリカの歴史・文化の抹消を推し進めるが、「イヤー・ゼロ」の記念式典の場でワイアットたちに狙撃され負傷する。日本がアメリカからの撤退を表明すると北米統一を目的とした軍事作戦を発令するが、クーデターを起こしたスミスに殺害される。
字幕版では総統に就任した後も一貫して「ヒムラー長官」と表記されている。
マルガレーテ・ヒムラー
演 - グウィニス・ウォルシュ
登場：シーズン4
ヒムラーの妻で、大ナチス帝国赤十字社の指導者。
ヨーゼフ・ゲッベルス
演 - ピーター・アンダーソン（シーズン2）、レオナルド・テニシ（シーズン3）
登場：シーズン2-3
大ナチス帝国宣伝大臣。ホイスマンの失脚後は首相も兼務している。ホイスマンのクーデター鎮圧後の国民演説やスミスの国家元帥任命式に列席する。
アドルフ・アイヒマン
演 - ティモシー・V・マーフィー
登場：シーズン4
親衛隊上級大将。スミスとゴーツマンのクーデターにより殺害される。
ヴィルヘルム・ゴーツマン
演 - マーク・リスマン
登場：シーズン4
親衛隊大将。スミスと共謀してクーデターを起こし、大ナチス帝国の総統に就任する。
クラウス・ハイン
演 - ジェレミー・シュッツェ
登場：シーズン2-4
親衛隊少佐。ヒトラーの総統副官を務め、ヒムラーの総統就任後も引き続き総統副官を務めていたが、スミスがクーデターを起こした際に殺害される。
ルドルフ・ウェゲナー
演 - カーステン・ノルガード
登場：シーズン1
親衛隊大佐。スミスの旧友。日本との戦争回避のため田上と手を組み、ナチスの原爆情報を日本側に漏洩させるが、スミスに露見して拘束される。その後、ハイドリヒに身柄を引き渡され、家族の身の安全と引き換えにヒトラー暗殺を命じられる。総統大本営でヒトラーを暗殺しようとするが失敗し、その場で自殺する。
オリヴァー・ディールス
演 - アレックス・ザハラ
登場：シーズン1-3
親衛隊上級大佐。在日本太平洋合衆国のナチス大使館駐在武官。ホイスマンとハイドリヒのクーデターに加担し、皇太子狙撃犯の情報と引き換えに太平洋合衆国に亡命する。クーデターの鎮圧後、ヒムラーの命令を受けたジョーに暗殺される。
カール・ミュラー
演 - ラレシュ・ディモフテ
登場：シーズン1
親衛隊少佐。ハイドリヒの命令を受けて皇太子を狙撃する。その後、サンフランシスコのホテルに潜伏していたが、ナカムラから情報を得て踏み込んだ木戸に射殺される。
フーゴー・ライス
演 - バーンハード・フォーチャー
登場：シーズン1
在日本太平洋合衆国駐在の大ナチス帝国大使。
カール・ウェーバー
演 - エイドリアン・ハフ
登場：シーズン3
ライスの後任のナチス大使。
ヨーゼフ・メンゲレ
演 - ジョン・ハンス・テスター / 日本語吹替 - 箆津弘順
アーネンエルベ研究所の主任研究員。ニーベンベルト計画の責任者として並行世界を行き来するための扉の開発を行っている。
ニコール・ドーマー
演 - ベラ・ヒースコート
登場：シーズン2-3
ジョーと同じくレーベンスボルンで生まれた純血のアーリア人で、父は大手製薬会社の社長である。ジョーのことを家族以上の存在として特別視している。ゲッベルスの後ろ盾を得て映画監督としてニューヨークに赴任し、トーマスのドキュメンタリー映画や「イヤー・ゼロ」のプロパガンダ映画を手掛ける。しかし、恋人のセルマと共に女性専用クラブに出入りしていたことが発覚し、再教育処分を受けてベルリンに送還される。
シルヴィア
演 - ガブリエル・ローズ
登場：シーズン2
ホイスマン家の家政婦。

#### 中立地帯
ホーソーン・アベンゼン
演 - スティーヴン・ルート / 日本語吹替 - 宮崎敦吉
登場：シーズン2-4
別世界を見せるフィルムを集めている通称「高い城の男」。第二次世界大戦中はアメリカ軍の映像記録班に所属しており、敗戦後は映像を切り貼りして「連合国が勝利した世界」を描いた映画を製作していたが、やがて並行世界の「旅人」からフィルムを手に入れたのをきっかけに収集を始めるようになる。ナチスから身を隠しながら中立地帯を転々としていたが、スミスに逮捕され、ニーベンベルト計画への協力を強要される。スミスの死後にレジスタンスに解放され、扉を使って並行世界へ旅立つ。
キャロライン・アベンゼン
演 - アン・マグナソン
登場：シーズン3-4
ホーソーンの妻。夫と共に逮捕され、自身の身の安全と引き換えに夫がナチスに協力させられていることに耐えられずに自殺する。
ジャック
演 - ジェームズ・ニート
登場：シーズン3
中立地帯で暮らす男。同性愛者であり、酒場で知り合ったエドと意気投合して交際を始める。
ハンク・マックレイ
演 - アーロン・パール
登場：シーズン4
ヘレンの弟。スミスのもとを離れたヘレンと2人の娘を保護し、1年間共に暮らしていた。
折り紙の男
演 - アラン・ハーヴェイ
登場：シーズン1
中立地帯で活動する保安部のスパイ。フィルムを所持するジュリアナを殺そうとするがジョーに阻まれ、ジュリアナに殺害される。
保安官
演 - バーン・ゴーマン
登場：シーズン1
中立地帯で活動する賞金稼ぎ。「保安官」は自称であり、実際に保安官の職務に就いているわけではない。

## 登場国家
大ナチス帝国 (Greater Nazi Reich)
ヨーロッパの大半とアフリカを手中に収め、旧アメリカ合衆国のうちロッキー山脈より東側を統治する全体主義の超大国。首都はベルリンで、ヒトラーたちの構想した世界首都ゲルマニア計画が実現している。厳格な人種政策がとられ、ユダヤ人や黒人は絶滅させられ、難病患者や身体障碍者は安楽死させられる。核兵器のみならず超音速旅客機を運用するなど優れた科学技術を持っている。旧アメリカ合衆国内ではレジスタンスの活動も活発である。日本とは表面的に友好関係を結んでいるものの、首脳部の中では日本との全面戦争で領土を拡大しようとする勢力も多い。
原作小説と異なり傀儡国家を置かずに帝国の一部としてアメリカ東部を支配しており、当該地域には星条旗の星がハーケンクロイツとなった独自の旗が制定されている。アメリカ領内では「アメリカ帝国」の名称が使用され、ニューヨークに政府機能が集約されている。国家元帥が最高責任者として領内を統治しているほか、日本太平洋合衆国とは異なり、要職にはアメリカ人が起用されている。スミスとゴーツマンのクーデターが成功した結果、北米には自治権が付与され、スミスを北米長官とした新政権が発足する。
日本太平洋合衆国 (Japanese Pacific States)
旧アメリカ合衆国のうち、ロッキー山脈の西側とアラスカ等を国土とする日本の傀儡国家。総督が最高責任者として領内を統治しており、満州国と同様に閣僚をはじめ要職は日本人が占める。サンフランシスコにある「日本政府総合本部ビル」に政府機能が置かれている。法的にはユダヤ人は粛清対象となっているが、人種政策は大ナチス帝国に比較すれば緩やかではあるため、逃亡してきたユダヤ人や黒人もいる。市街地には日本語の看板や表記があふれテレビでは大相撲が放送されており、日本人の居住者も多い。銃の所持は日本人にのみ許可されている。治安維持には憲兵隊が当たっており、レジスタンスと目された人物は裁判なしで処刑されるなど強権的な統治がおこなわれている。大ナチス帝国と比べ、科学技術や生活環境は劣る。なお、劇中に登場する日本側の地図では原作同様「アメリカ太平洋岸連邦」と表記されている。シーズン4では黒人共産反乱軍のテロ行為などによってアメリカから撤退する。
中立地帯 (Neutral Zone)
大ナチス帝国と日本太平洋合衆国の間にある緩衝地帯。旧カナダのノースウエスト準州からアルバータ州、旧アメリカのワシントン州、アイダホ州、モンタナ州、ワイオミング州、ユタ州、コロラド州、ニューメキシコ州のそれぞれ一部から構成される南北に細長い領域である。原作では「ロッキー山脈連邦」であるが、ドラマでは単に中立地帯と呼ばれ、統治機構なども登場しない。国境の検問所は隣接する国の兵士によって警備されている。一般市民であっても車やバスで国境を越えることが可能であり、中立地帯の中ではユダヤ人が商店を営むなど比較的自由がある。中立地帯ではナチス親衛隊や日本の憲兵隊が公に活動することが制限されている反面、ナチスの息のかかった人物による私的な処刑が行われ、両国のスパイが跋扈するなど安全とは言い難い場所である。「高い城の男」も中立地帯にいるとされている。ジュリアナとジョーが訪れたキャノンシティからはサンフランシスコとを結ぶ長距離バスが運行されている。
大日本帝国
大ナチス帝国と共に世界を支配する、アジア、オセアニアにまたがる広い範囲を国土とする大国。天皇を頂点とする全体主義国家として描かれている。連合国軍に勝利したものの核開発をはじめとする科学技術では大ナチス帝国に大きく遅れをとっており、軍事面のパワーバランスも劣勢である。皇太子など平和を求める人物がいる一方で、軍首脳の中には原爆を開発して大ナチス帝国に先制核攻撃を加え予防戦争をしようとする者もある。田上の画策でナチスの原爆製造法を入手したのちは核兵器の戦力化を急ぐ。インド、オーストラリア、中国戦線では反乱に守勢となっている。
旧アメリカ合衆国
フランクリン・ルーズベルト大統領は暗殺されてジョン・N・ガーナーが後継となり、1945年12月には首都ワシントンがナチスによる原子爆弾投下で壊滅し、1947年には枢軸国側に降伏した。ニューヨークのウェストポイントの陸軍士官学校でジョージ・S・パットン将軍がヘルマン・ゲーリングに権力を譲り、東部を中心とした国土の大部分は大ナチス帝国に併合され、西海岸の数州は傀儡国家の日本太平洋合衆国となり、ロッキー山脈沿いは中立地帯となっている。

## 登場組織
レジスタンス
大ナチス帝国と日本の統治に対抗する旧アメリカ合衆国市民の勢力。全米を統一する組織は存在せず、ジョーが潜入したニューヨークを拠点する組織、レミュエル・ワシントン率いるキャノンシティを拠点とする組織、ケイト・オーウェンズが所属するサンフランシスコの組織が登場する。別時間軸を描く複数のフィルムをアメリカ解放に向けた重要物として収集し、「高い城の男」に送り届ける。
黒人共産反乱軍（BCR）
黒人のみによる共産主義を信奉するレジスタンス組織。旧アメリカ合衆国東部の大ナチス帝国では黒人が絶滅させられているため、中立地帯及び日本太平洋合衆国において活動する。
親衛隊
大ナチス帝国を統治するナチス党の軍事組織。略称は現実同様”SS”（ドイツ語のSchutzstaffelの略）。一般親衛隊と武装親衛隊がある。武装親衛隊は戦車も保有し、ティーガーIのような戦車が登場する。旧アメリカ合衆国ではニューヨークの超高層ビルに本部を置き、各地に部隊を駐留させている。隊員は旧ドイツおよび旧アメリカ出身のアーリア人種に限られる。主に黒い制帽や制服を着用する。レジスタンスを厳格に取り締まり、捜索時の射殺および拷問も厭わない。日本太平洋合衆国内の大使館にも兵士が駐在する。アメリカ出身者は腕章や帽章のデザインが異なっている。
国防軍
大ナチス帝国の国軍。空軍はEWR VJ 101のような戦闘機やドルニエ Do 31のような輸送機を保有している。ジョン・スミスの夢の中で陸軍のものと思われるT-54もしくはT-55のような戦車が登場する。
憲兵隊
日本太平洋合衆国の治安維持を担当する軍事警察。隊員は全員が日本人である。私服捜査員の木戸が軍の階級である大尉と警察官の階級である警部を併用し、「厚生労働省」の身分証を提示するなど謎の多い組織である。私服捜査員と制服の隊員で構成され、十四年式拳銃や軍刀のほか、重機関銃を搭載した車両やUAZ-469、装甲兵員輸送車も装備し、レジスタンスの摘発にあたっている。本部施設内にガス室や銃殺用の処刑場を持ち、拘束した被疑者や市民を裁判なしで処刑することも少なくない。
大日本帝国陸軍
日本本国の陸軍で、軍首脳の中では大ナチス帝国への先制攻撃を推進する勢力が強い。原爆の製造法を入手したのち、サンフランシスコに倉庫に偽装した秘密工場を建設、旧アメリカ領で採掘したウランを使い原爆製造に着手する。太平洋合衆国を訪れた小野田将軍が大臣である田上を恫喝するなど、シビリアンコントロールとは無縁のようである。合衆国の憲兵隊を直接指揮することもある。
大日本帝国海軍
日本本国の海軍で、サンフランシスコ湾を基地とする。艦艇は戦艦大和や最上型重巡洋艦がマストやレーダーを更新しつつ現役で運用されているほか、アングルド・デッキを備えたCTOL空母などを擁している。航空機は艦上ジェット戦闘機やKa-27を保有している。艦隊総司令官の猪口提督は憲兵隊に対し、旧アメリカ人に対する穏健な対応を求める。
近衛兵（皇宮警察）
サンフランシスコでの皇太子の警備にあたっていた日本の部隊。吹替え版では「皇宮警察」であるが、英語版で”imperial guards”と呼ばれていることから、日本本国から皇太子に同行した近衛兵のようである。64式7.62mm小銃に酷似した銃を装備している。皇太子の演説会場では拳銃を持ったフランクが接近できるほど杜撰な警備を行い、実際に狙撃が起きたことから指揮官は現場の公園内で切腹する。
警察
戦前の警察機構を引き継いだ自治体単位で設置されている警察で、アメリカ人の警察官が所属している。シーズン1ではジョーのパンク修理を手伝った警官のほか、スミス大将襲撃の際に出動したニューヨーク市警とみられるパトカーが確認できる。サンフランシスコでは憲兵隊の指令を受けた私服警官がジュリアナの自宅の監視にあたる。
ヤクザ
サンフランシスコを拠点とする日系の暴力団。飲食店や風俗店を経営し政府高官も顧客に持つ。違法薬物の密輸を行い、ジュリアナやジョーを監禁しレジスタンスに多額の身代金を要求するなど犯罪行為でも荒稼ぎしている。木戸率いる憲兵隊に情報を売り、ひそかにナチスとも取引する。情報収集能力はかなりのもので、首領オカムラの情報により皇太子狙撃事件の捜査は大きく進展することになる。中立地帯においては、公式には活動できない憲兵隊に代わって種々の活動を行う。

## 『イナゴ身重く横たわる』
レジスタンスと親衛隊、憲兵隊が争奪戦を繰り広げる、複数の別世界の映像を記録したおびただしい数の映写用ポジフィルム。"旅人"と呼ばれる人物が別世界からこの世界に持ち込む。リールに張られたテープに” The Grasshopper Lies Heavy”（イナゴ身重く横たわる）と手書きの文字で記されている。収集したフィルムを、レジスタンスは「高い城の男」ことホーソーン・アベンゼンに、親衛隊はアドルフ・ヒトラー総統のもとにそれぞれ送り届けている。タイトルの由来は作中では明らかにされていないが、旧約聖書に類似した一節として「蝗もその身に重く」がある
冒頭にカウントダウンの数字があり、シーンが頻繁に切り替わることから、カメラで撮影されたままの生素材ではなく、何者かによって編集されている。数多くの別世界の過去と未来の映像が存在し、アベンゼンの拠点では1940代から1950年代後半まで、年ごとに分類された状態で保管されていた。過去を映したフィルムには、現実とは異なる経緯で連合軍が勝利した世界大戦の結末も存在する。また未来を映したフィルムには、核攻撃で焦土と化し遺体が散乱するサンフランシスコと、ナチス兵の制服を着たジョー・ブレイクに射殺されるフランクらレジスタンスの姿が映るものもある。「高い城の男」アベンゼンはフィルムの映像を分析することで、これから起こりえる事象の把握を試みる。アベンゼンによれば一連のフィルム群には現在の時間軸の世界に実在する、鍵となる複数の人物が登場するという。それらの人物の行動によって未来が変化するとも語る。

## エピソード

### シーズン1のエピソード
| 通算 話数 | シーズン 話数 | タイトル                               | 監督                   | 脚本                           | 公開日         |
| --- | ------------- | -------------------------------------- | ---------------------- | ------------------------------ | -------------- |
| 1 | 1             | "新世界" "The New World"               | David Semel            | フランク・スポトニッツ         | 2015年1月15日  |
| 1962年、連合国が枢軸国に敗れた世界のアメリカで、ドイツの傀儡国家である大ナチス帝国の親衛隊大将ジョン・スミスのために働くスパイであるジョー・ブレイクは、禁制のニュースフィルムを調査するよう命じられる。日本の傀儡国家である日本太平洋合衆国のサンフランシスコに住み合気道を学ぶジュリアナ・クレインは、ユダヤ人の出自を隠す宝石デザイナーのフランク・フリンクと同棲する。貿易大臣の田上はベルリンからやってきたナチ将校のルドルフ・ウェゲナーに会う。ジュリアナの目の前で妹のトゥルーディが憲兵隊に殺されるが、連合国が勝った歴史を映すフィルムを受け取り、ジュリアナは妹がレジスタンスであったことを知る。ジュリアナは妹の遺志を継いでフィルムを中立地帯に運ぶが、途中で荷物が盗まれてしまう。ジュリアナとジョーは中立地帯で出会う。フランクはフィルムを追う木戸憲兵隊大尉に逮捕され、大ナチス帝国に送還されて処刑されそうになる。 |               |                                        |                        |                                |                |
| 2 | 2             | "サンライズ" "Sunrise"                 | Daniel Percival        | フランク・スポトニッツ         | 2015年10月23日 |
| 中立地帯のキャノン・シティの食堂で働き始めたジュリアナは折り紙を折る男に会い、妹の接触相手だと考える。男は実はナチのスパイであり、ジュリアナを襲うものの合気道で逆襲されてダムから転落する。スミスは通勤途中に襲撃される。フランクの姉と子供たちも逮捕され、フランクが協力しないとユダヤ人として処刑されると脅される。フィルムを含むジュリアナの荷物を盗んだ女が逮捕され、フランクは釈放されるが、姉と子供たちはすでに処刑されている。 |               |                                        |                        |                                |                |
| 3 | 3             | "スケッチの女" "The Illustrated Woman" | ケン・オリン           | Thomas Schnauz&Evan Wright     | 2015年11月20日 |
| ジョーとジュリアナはキャノン・シティを出ようとするが、ナチの賞金稼ぎがやってくる。二人は食堂主のレミュエル・ワシントンがレジスタンスでありトゥルーディの連絡先であることを知る。賞金稼ぎはジュリアナがナチのスパイを殺したと疑って追い詰める。サンフランシスコでは、フランクが日本への復讐のために皇太子暗殺を計画する。田上とウェゲナーは極秘情報の入ったマイクロフィルムを日本政府に渡そうと画策する。 |               |                                        |                        |                                |                |
| 4 | 4             | "発覚" "Revelations"                   | Michael Rymer          | Thomas Schnauz & Jace Richdale | 2015年11月20日 |
| ジョーはジュリアナを賞金稼ぎから救う。二人はレジスタンスに囲まれ、ジョーが運んできたフィルムを取り上げられる。賞金稼ぎが再び二人を襲い、ジョーは自分がナチのスパイであることを明かす。ジュリアナは交通事故死を装って逃れる。スミスはコンリー大尉が自分の通勤路をレジスタンスに明かしたと疑う。サンフランシスコでは、フランクが皇太子暗殺を躊躇する間に、皇太子が何者かに撃たれる。 |               |                                        |                        |                                |                |
| 5 | 5             | "新しい日常" "The New Normal"          | ブライアン・スパイサー | Rob Williams                   | 2015年11月20日 |
| 皇太子は病院に急送され、一命はとりとめるが警備隊の大尉は切腹する。ウェゲナーはマイクロフィルムを日本政府高官に渡すことに成功する。犯人を見つけられなければ自分も切腹すると木戸は言う。ジュリアナはサンフランシスコの家に戻り、フランクと再会する。ジョーは中立地帯で確保されてニューヨークに護送され、スミスに報告させられる。スミスは納得し、対米戦勝記念日にジョーを自宅に招く。 |               |                                        |                        |                                |                |
| 6 | 6             | "3匹の猿" "Three Monkeys"              | Nelson McCormick       | Rob Williams                   | 2015年11月20日 |
| ジュリアナは田上の下での仕事を見つける。ジョンは旧友のウェゲナーの秘密行動を知って空港で待ち伏せ、自宅に招いて秘密を探った後で逮捕する。スミスはジョーが自分の書類を探るのを見とがめる。フランクはユダヤ人のマーク・サンプソンの家に招き入れられる。 |               |                                        |                        |                                |                |
| 7 | 7             | "真実" "Truth"                         | ブラッド・アンダーソン | Emma Frost                     | 2015年11月20日 |
| 田上はジュリアナの過去を知る。スミスはジョーを尋問する。フランクはサンプソンから助言を受ける。 |               |                                        |                        |                                |                |
| 8 | 8             | "世界の終わり" "End of the World"      | カリン・クサマ         | Walon Green                    | 2015年11月20日 |
| ジュリアナとフランクは日本太平洋合衆国から逃げ出そうとするが、憲兵隊に待ち伏せされる。新たなフィルムを入手するため、ジョーがサンフランシスコに来る。チルダンは偽物を梶浦夫妻に売りつけようとする。スミスは筋ジストロフィーに冒された息子の安楽死を迫られ、同病だった兄のことを回想する。 |               |                                        |                        |                                |                |
| 9 | 9             | "真心" "Kindness"                      | Michael Slovis         | Jace Richdale                  | 2015年11月20日 |
| スミスは自分を襲撃したレジスタンスに情報を漏らした人物を見つける。フランクは命を懸けてジョーを救う。木戸の捜査は大きく転換する。フランクとジュリアナは新たに手に入れたフィルムを見て、サンフランシスコに原爆が落とされ、SSの制服を着たジョーがフランクら生存者を処刑するシーンを見る。 |               |                                        |                        |                                |                |
| 10 | 10            | "運命を握る者" "A Way Out"             | Daniel Percival        | Rob Williams                   | 2015年11月20日 |
| フランクとジュリアナはジョーがナチのスパイだと知り問い詰める。ジョーはサンフランシスコのドイツ大使館にフィルムを持って行き、ラインハルト・ハイドリヒが罠を仕掛けたことを知る。木戸は戦争を避けるためにナチの関与を隠蔽し、ヤクザの情報をもとに、皇太子狙撃犯のナチを殺す。フランクの銃を持ったエドが逮捕されて犯人に仕立て上げられ、木戸は切腹を逃れる。ウェゲナーはドイツに送還され、家族に別れを告げた後、別のフィルムを見ていたヒトラーを暗殺しようとして失敗し、自殺する。スミスはクーデターに加わるようハイドリヒに誘われるが断り、逮捕してヒトラーに報告する。ジョーはレミュエルの襲撃から逃れてメキシコに向かう漁船に乗る。フランクはエドの逮捕を知って憲兵隊に出頭する。田上がユニオンスクエアに行って瞑想し目を開けると、連合国が第二次世界大戦に勝った別の世界に移動している。                                             |               |                                        |                        |                                |                |

### シーズン2のエピソード
| 通算 話数 | シーズン 話数 | タイトル                            | 監督                       | 脚本                                          | 公開日         |
| --- | ------------- | ----------------------------------- | -------------------------- | --------------------------------------------- | -------------- |
| 11 | 1             | "虎の穴" "The Tiger's Cave"         | ダニエル・パーシヴァル     | フランク・スポトニッツ                        | 2016年12月16日 |
| ジョーはニューヨークに戻り、フィルムをスミスに渡し、辞職を希望する。スミスは拒否し、ドイツに渡ってフィルムをヒトラーに手渡す。カレンとレムはジュリアナを責めたあとで昏睡させ、ジュリアナは「高い城の男」ホーソーン・アベンゼンの家で目覚める。小野田将軍は、科学技術大臣のポケットで見つかったマイクロフィルムに収められた技術情報を用いて、ナチに対抗する核兵器を製造すると宣言し、田上は悲嘆する。ジュリアナは、アベンゼンから核戦争を避けるためのヒントを聞き出す。ジュリアナはレジスタンスに捕えられて殺されそうになるが、憲兵隊の検問所で逃げ出し、カレンと憲兵が銃撃戦で死ぬ。 |               |                                     |                            |                                               |                |
| 12 | 2             | "険しい道" "The Road Less Traveled" | コリン・バックシー         | Rob Williams                                  | 2016年12月16日 |
| 木戸は検問所での銃撃戦を調査し、ジュリアナの関与を疑う。フランクは逮捕されたエドを救うため、チルダンとともに弁護士のポール梶浦を通じてヤクザのオカムラに会い、エドの手を借りて偽の骨董品を作って売り上納金を納めると約束する。オカムラは木戸に与えた恩義を利用してエドを釈放させ、代わりに死んだカレンが犯人に仕立て上げられる。スミスはジョーにジュリアナは死んだと言い、ベルリンに行って父親のホイスマン首相と会うよう命令する。レジスタンスから逃げるジュリアナは、原爆が落とされるはずのサンフランシスコから逃げるよう家族に願うが聞き入れられない。アベンゼンがヒントをくれた謎の男は、トゥルーディの父親のジョージ・ディクソンであることを知る。ディクソンがブルックリンにいることを知り、ジュリアナは大ナチス帝国大使館に駆け込む。 |               |                                     |                            |                                               |                |
| 13 | 3             | "旅人たち" "Travelers"              | ダニエル・サックハイム     | エリック・オリーソン                          | 2016年12月16日 |
| かかりつけの医者で友人のアドラー医師は、不治の病に冒されたトーマスを安楽死させるようスミスを説く。スミスはジュリアナの亡命を知り、ひそかにニューヨークに招いて尋問し面倒を見るが、ジョーには隠す。フランクはジュリアナの亡命を知るが、レジスタンスを裏切ったとは信じない。憲兵隊が検問所での銃撃戦の復讐に住民を殺したため、フランクはレジスタンスに協力し始める。ジュリアナはジョーがナチ側に戻ったと聞かされ、裏切られたと考える。ジョーはベルリンで父親と会うが、死んだ母親の扱いを巡って対立は解けない。スミスはトーマスを安楽死させようとして果たせず、アドラー医師を殺して口封じをする。 |               |                                     |                            |                                               |                |
| 14 | 4             | "緊張の高まり" "Escalation"         | デヴィッド・ペトラルカ     | ウェズリー・ストリック                        | 2016年12月16日 |
| ジュリアナはスミスの妻ヘレンとトーマスの助けで新生活になじみ始める。憲兵隊による市民処刑に怒ったフランクは骨董品の偽造を怠り、レジスタンスと共に危険な任務に参加するようになる。フランクはレジスタンスの一員である日系人のサラと親しくなる。スミスはヘレンに、トーマスの病気を隠すためにアドラー医師を殺したことを打ち明ける。ジュリアナは捜していたディクソンと会う。 |               |                                     |                            |                                               |                |
| 15 | 5             | "壊滅の予兆" "Duck and Cover"       | ジョン・フォーセット       | エリック・オリーソン & リック・クリーブランド | 2016年12月16日 |
| ディクソンはレジスタンスの指導者であることが分かる。ジュリアナは、サンフランシスコ原爆投下のフィルムにディクソンが何度も出てきたと話す。ディクソンは、ジュリアナがジョーにフィルムを持たせて逃したことを裏切りと呼び、スミスをスパイするよう命じる。ジョーは父親から自分が人種の純化を目的にしたレーベンスボルンの子であると聞かされる。木戸はニューヨークに行き、ジュリアナを奪還しようともくろむが果たせず、スミスと内密の話し合いをする。エドは憲兵隊のためにスパイ活動をしていたことが分かる。アベンゼンは大量のフィルムと隠れ家に火を放ち、新たな隠れ家に移る。田上は再び別世界に移動し、死んだはずの妻ミチコと息子の紀明に会うが、この世界では家族と疎遠であることが分かる。第二次大戦で日本に原爆が落とされて敗北したことを知る。息子の嫁がジュリアナであることを知って田上は驚愕する。 |               |                                     |                            |                                               |                |
| 16 | 6             | "金継ぎ" "Kintsugi"                 | ポール・ホラハン           | Francesca Gardiner                            | 2016年12月16日 |
| ジュリアナはナチスの女性たちと交際し始め、ルーシーと親しくなる。トーマスが南アメリカに向かうヒトラーユーゲントに選ばれたことが分かる。ヘレンは拒否するが、トーマスを誘拐させて安楽死を避ける手はずであることを夫から聞かされて翻意する。ジョーは同じレーベンスボルンである映画製作者のニコールと親しくなる。田上は、息子が日本文化を軽んじることに失望する。木戸は、アベンゼンの隠れ家が焼けて見つかったと吉田に聞かされ、ヤクザもまたフィルムを探していたことを知る。 |               |                                     |                            |                                               |                |
| 17 | 7             | "ほほ笑みの国" "Land O' Smiles"     | カリン・クサマ             | Rob Williams                                  | 2016年12月16日 |
| エドとチルダンはフランクの骨董品を売った儲けを納めにオカムラの家に行くが、木戸と憲兵隊が来たために倉庫に隠される。ヤクザがナチのために働いたことを知った木戸はオカムラと子分らを殺す。吉田はエドとチルダンを見つけて逃がす。フランクは小野田将軍が視察に来る港に爆弾を仕掛けようとするが、ひそかに原爆が製造されていると知って中止する。アドラー医師の未亡人は夫の死に不審を抱き、解剖を求める。ジュリアナはトーマスが意識を失ったところに居合わせ、秘密を守るとヘレンに約束する。ヒトラーが倒れたことをハインリヒ・ヒムラーがスミスに伝える。 |               |                                     |                            |                                               |                |
| 18 | 8             | "不用意な噂" "Loose Lips"           | アレックス・ザクシェフスキ | リック・クリーブランド                        | 2016年12月16日 |
| スミスはジュリアナを尋問し、サンフランシスコに原爆投下が迫っていることを知る。ルーシーは、TV番組制作者の夫が過去のヒトラーの画像を流しているとジュリアナに教える。ジュリアナはヒトラーがおそらく死んでいるとディクソンに伝える。レジスタンスは蜂起を決め、ジュリアナは原爆投下を避けようとした自分が核戦争のきっかけになったのではないかと悩む。ホイスマンは総統代理となる。フランクは、ジュリアナが家族と自分にサンフランシスコから逃げるよう言ったことを知る。ジュリアナと木戸からの情報をもとに、スミスは囚われのハイドリヒを誘導してナチ指導者の中に日本との戦争を企む勢力があることを認めさせ、首謀者がホイスマン首相であることを聞き出した後で殺す。ヒトラーは亡くなり、ホイスマンが後継となる。 |               |                                     |                            |                                               |                |
| 19 | 9             | "爆発" "Detonation"                 | クリス・ロング             | ウェズリー・ストリック                        | 2016年12月16日 |
| 田上は家族と共にビキニ環礁での水爆実験のフィルムを見る。田上は日本とナチとの戦争を阻止するため、フィルムをもって元の世界に戻る。琴道は長崎に原爆が落とされた別世界から来たことが分かる。トーマスは盗聴されていることを知らずに、自分の症状のことでジュリアナを問いただす。スミスは二人の会話のテープを後に聞かされ、秘密にするよう計らう。ホイスマンはヒトラーが日本によって毒殺されたと発表し、復讐を公言する。フランクはエドとチルダンにサンフランシスコを離れるよう説得した後、サラと共に憲兵隊本部の地下に爆弾を仕掛けて小野田将軍暗殺を謀る。だが二人を木戸が見つけて銃撃戦が始まる。田上が到着したときに爆弾は爆発し、将軍と幕僚たちを殺し、フランクとサラの姿も消える |               |                                     |                            |                                               |                |
| 20 | 10            | "フォールアウト" "Fallout"          | ダニエル・パーシヴァル     | エリック・オリーソン                          | 2016年12月16日 |
| サンフランシスコでは、上官の爆死により木戸が憲兵隊の指揮官となる。田上は戦争回避を木戸に迫り、木戸はニューヨークに赴き、田上の持ち帰った水爆実験のフィルムを、日本の水爆保有の証拠としてスミスに見せる。レジスタンスはカレンの死の復讐にジュリアナを殺そうとするが、ジュリアナは合気道の技で逃れる。ジュリアナは、トーマスとの会話のテープを公開してスミスを陥れようとするディクソンをも殺す。ドイツでは、ホイスマンは日本本土およびサンフランシスコなど勢力範囲の大都市を核攻撃する計画を進める。スミスはベルリンに飛び、ジョーの助けで水爆実験のフィルムをナチス上層部に見せ、核戦争を起こして日本の水爆による報復を招かないよう説得する。ハインリヒ・ヒムラーにハイドリヒの供述書を見せて、ホイスマンが日本によるヒトラー暗殺をでっち上げた裏切り者であると納得させる。ヒムラーはホイスマンとジョーを逮捕させ、世界中に生中継される中で権力の掌握を宣言し、スミスの貢献を称賛する。だが、父親の晴れの姿を見たトーマスは、自ら安楽死を求めて当局に身柄の確保を求める。ジュリアナは中立地帯に逃げ、「高い城の男」アベンゼンに会う。アベンゼンは、様々な別世界のフィルムの中でジュリアナだけは常に鍵となる存在であり、スミスを助けたジュリアナの行動が核戦争を防いだといい、死んだはずのトゥルーディに会わせる。レムは残ったフィルムを田上に渡す。 |               |                                     |                            |                                               |                |

### シーズン3のエピソード
| 通算 話数 | シーズン 話数 | タイトル                                           | 監督                       | 脚本                                   | 放送日        |
| --- | ------------- | -------------------------------------------------- | -------------------------- | -------------------------------------- | ------------- |
| 21 | 1             | "大切な君" "Now More Than Ever, We Care About You" | Daniel Percival            | ウェズリー・ストリック                 | 2018年10月5日 |
| 1962年秋、日本は初の原爆実験を成功させるが、ナチスの保有数には遠く及ばない。サンフランシスコでは、ハワイ出身で日本人とアメリカ人の混血の中村が木戸の部下となる。中立地帯のアベンゼンの家で、ジュリアナは別世界から来たトゥルーディと共に暮らし、"旅人"と呼ばれる者たちが別世界の映像を持ち込んできたと聞かされる。アベンゼン宅が襲われ、ジュリアナは妹と逃げる。ジュリアナはワイアット・プライスと知り合う。ジュリアナは協力を求めて、妹とともにサンフランシスコの田上の家に来る。ニューヨークでは、親衛隊上級大将となったスミスが家族のもとに帰り、トーマスを失った悲しみに向き合う。ニコールがニューヨークに来て宣伝活動に加わり、トーマスの追悼式を撮影する。ドイツで収監されていたジョーは、自らの手で父親ホイスマンを銃殺刑にすることを強いられたのち、ジョセフ・チナデーラを名乗ってサンフランシスコに送られる。途中でニューヨークに寄り、スミスの副官レーダー少佐を叩きのめす。 |               |                                                    |                            |                                        |               |
| 22 | 2             | "厳命" "Imagine Manchuria"                         | アレックス・ザクシェフスキ | Eric Overmyer                          | 2018年10月5日 |
| サンフランシスコでは、ジュリアナが田上の息子と結婚していた幻視を見る。猪口提督はナチスの策動による燃料不足の解決を田上に頼み、アメリカ人の懐柔を木戸に指示する。田上は沖縄出身のタミコに出会う。木戸はジュリアナと、殺したはずのトゥルーディを捕えるが、田上は二人を釈放させる。田上が家で易を立て、トゥルーディを解放するようジュリアナに諭すと、トゥルーディの姿は消える。ジョーは通商次官としてサンフランシスコのナチス大使館に赴任する。中立地帯のニューメキシコでは、チルダンとエドが骨董品を探す。ニューヨークでは、息子の死を悲しむヘレンが精神分析医にかかり、娘にも遺伝病の兆候が出ることを恐れる。ヘレンはアドラー医師の未亡人アリスがスミス家を中傷していることを咎め、争いになって殺してしまう。ロックウェルとフーヴァーはスミスを陥れるためアドラー医師の不審死を調べる。                                                                                                 |               |                                                    |                            |                                        |               |
| 23 | 3             | "戦争行為" "Sensô Kôi"                             | アーネスト・ディッカーソン | Chris Collins                          | 2018年10月5日 |
| サンフランシスコでは、田上とジュリアナがフィルムを研究する。ジョーはヒムラーの命令で、反乱に与して亡命したディールス上級大将を憲兵隊の見張りとともに殺す。ジュリアナはジョーに再会する。ジュリアナはしばしば別世界の幻視を見て、ペンシルバニア州のラッカワナ鉱山が鍵であることを知る。木戸はヘーガンを拷問してフランクが生きていると聞かされる。中立地帯で、チルダンはサンプソンからサンフランシスコの騒ぎはおさまったと聞かされて家に帰りたがるが、魅力的な男ジャックと出会ったエドは渋る。ニューヨークで、スミスはアリス殺人現場の後始末をする。スミスはヒトラーの収集したフィルムを研究する組織を訪れ、捕えられた"旅人"を見る。トーマスを描き、スミスを称賛するニコールの映画「アメリカの英雄」の上映会が開かれる。 |               |                                                    |                            |                                        |               |
| 24 | 4             | "ユダヤの共同体" "Sabra"                           | John Fawcett               | Eric Simonson                          | 2018年10月5日 |
| サンフランシスコでは、ジョーが亡命者のウェクスラーを暗殺し、次に田上に狙いをつける。木戸はヤクザにフランクを捜させ、バーのホステスのジーナに安らぎを求める。石油不足に抗議するデモが起き、現場には太陽のポスターが残される。ジョーとの仲を復活させたジュリアナを、ワイアットが訪ねる。中立地帯では、火傷を負ったフランクがユダヤ人共同体に隠れ住み、密かに太陽のポスターを描いて広めている。チルダンとエドは帰り道で強盗に遭う。ニューヨークでは、レーダー少佐の死体が発見される。ヘレンはふさぎ込み、スミスはトーマスの夢を見る。ニコールは「イヤー・ゼロ」計画のためのプロパガンダ映像を撮影し、ジャーナリストのセルマと親密になる。 |               |                                                    |                            |                                        |               |
| 25 | 5             | "新たな奇跡" "The New Colossus"                    | Daniel Percival            | ウェズリー・ストリック                 | 2018年10月5日 |
| サンフランシスコでは、田上はジョーに狙われたことを知り、ジュリアナに警告する。ジュリアナはジョーを探り、暗殺者であることとワッカワナ鉱山の粒子加速器を使って別世界を征服しようとするニーベンベルト計画のことを知り、ジョーを殺す。ニューヨークでは、ヘレンが心理療法を再開する。フーヴァーはヘレンにアリスの殺人容疑をかけ、スミスに引退を迫る。ニューヨークを訪れたヒムラーの前で、ロックウェルはスミスを糾弾するが、スミスに脅迫されていたフーヴァーが裏切る。ヒムラーはロックウェルを逮捕させ、スミスを国家元帥代理に任命する。ニコールは「イヤー・ゼロ」計画で自由の女神像を破壊し、代わりにトーマスをかたどった巨像の建設を企てる。ロックウェルは追放されたキューバでスミスの送った暗殺者に殺される。 |               |                                                    |                            |                                        |               |
| 26 | 6             | "歴史の終わり" "History Ends"                      | Meera Menon                | Elizabeth Benjamin & Kalen Egan        | 2018年10月5日 |
| サンフランシスコでは、ジュリアナはジョーが持っていた書類を田上に届けさせ、ワイアットとともに中立地帯に入る。田上は憲兵隊内に裏切り者がいることを木戸に伝える。フーヴァーが東部から来て木戸と会談する。中立地帯では、サンプソンがフランクが生存していることをエドに伝える。チルダンはサンフランシスコに戻るが、エドは残ってフランクに再会する。フランクはユダヤの成人式を挙げる。ジュリアナはレムとアベンゼンに再会する。東部では、目覚めた"旅人"のファティマ・ハサンがヨゼフ・メンゲレとスミスの前で消える。スミスはジョーが死んだこと、ヒムラーの命でジョーが秘密を知り過ぎたレーダー少佐を殺したことを知る。スミスは北アメリカ国家元帥に正式に就任する。 |               |                                                    |                            |                                        |               |
| 27 | 7             | "不均衡" "Excess Animus"                           | Steph Green                | Dre Ryan                               | 2018年10月5日 |
| サンフランシスコでは、ナチスに内通した中村を木戸が処刑する。戻ってきたチルダンは店を占拠していた日本人と争って逮捕され、エドの居場所を木戸に語る。田上は並行世界の存在とナチスによる別世界侵攻計画を木戸に打ち明ける。中立地帯では、ジュリアナがフランクとエドに再会する。東部では、スミスが別世界に進出するニーベンベルト計画の説明を受ける。セルマはニコールと関係を深める。 |               |                                                    |                            |                                        |               |
| 28 | 8             | "霞" "Kasumi (Through the Mists)"                  | Jennifer Getzinger         | William N. Fordes                      | 2018年10月5日 |
| サンフランシスコでは、木戸が店を取り戻してやってチルダンに報いる。ヒムラーの送った刺客が田上を襲う。日本はナチスに抗議し、石油の禁輸解除を求める。中立地帯では、ジュリアナがユダヤ人共同体でフィルムを見せても信じる者は少ない。ワイアットはジュリアナのために身分証明書を偽造し、一緒にワッカワナ鉱山へ向かう。木戸が来てエドとフランクを捜す。フランク、エド、サンプソンも東部へ向かう。ニューヨークでは、自由の鐘が溶かされてハーケンクロイツに鋳造される。ヘレンが国の優生政策についての不満を精神分析医に口に出し、医師はスミスに知らせる。女性専用クラブが取り締まりに会い、ニコールの前でセルマが逮捕される。 |               |                                                    |                            |                                        |               |
| 29 | 9             | "バク" "Baku"                                      | Deborah Chow               | Chris Collins & Chris Wu               | 2018年10月5日 |
| 田上は両帝国の緊張解消のため、中立地帯でスミスとの会談を申し出る。出発前、田上はタミコと親密になる。中立地帯では、木戸がフランクを逮捕し、マンザナー強制収容所跡に連れて行って処刑する。田上はスミスに会い、自分が別世界に行った"旅人"であることを打ち明け、ニーベンベルト計画を知っていると言い、すべての亡命者を引き渡す代わりに石油禁輸を解くよう提案する。サンプソンはユダヤ人ハンターを殺す。東部では、ジュリアナがフィルムを見せることでワイアットの友人の助力を柄て、ワッカワナ鉱山を偵察する。ヘレンは検査を避けるために娘たちを連れて逃げる。 |               |                                                    |                            |                                        |               |
| 30 | 10            | "イヤー・ゼロ" "Jahr Null"                         | Daniel Percival            | Eric Overmyer & ウェズリー・ストリック | 2018年10月5日 |
| サンフランシスコでは、木戸がジーナを訪ねてクラブの契約から解放し、多額の現金を渡す。エドとジャックがチルダンを訪れてフランクの死を告げ、3人はフランクの絵を塔から掲げる。中立地帯では、スミスが「高い城の男」アベンゼンを捕える。東部のワッカワナ鉱山では、潜入したジュリアナと仲間たちと、視察に来たヒムラーとスミスが見守る中、メンゲレが装置を起動して別世界への"扉"を開く。送り込まれた被験者は一人を残して死亡する。ジュリアナは捕えられるが、ワイアットは逃げる。スミスは妻と娘たちの失踪を知る。"イヤー・ゼロ"の式典で、自由の女神像は破壊される。ニコールは同性愛をとがめられてドイツに送還される。ニューヨーク市中では暴動が起き、ワイアットの仲間がヒムラーを狙撃する。アベンゼンはスミスに、自分が生存する別世界に転移するとその人物は死ぬと教える。スミスがジュリアナの肩を撃った瞬間、ジュリアナの姿が消える。                                                            |               |                                                    |                            |                                        |               |

### シーズン4のエピソード
| 通算 話数 | シーズン 話数 | タイトル                                  | 監督                 | 脚本                                  | 公開日         |
| --- | ------------- | ----------------------------------------- | -------------------- | ------------------------------------- | -------------- |
| 31 | 1             | "第六十四卦" "Hexagram 64"                | Daniel Percival      | ウェズリー・ストリック                | 2019年11月15日 |
| 1年後、サンフランシスコでは田上が暗殺されるが、皇太子妃は平和への譲歩を求め、海軍も同調するが陸軍は強硬な姿勢を貫く。息子と暮らすようになった木戸はBCR（黒人共産反乱軍）を疑う。中立地帯では、ナチスは協定を破ってデンバーに侵攻し、フィルムを没収して焼却する。レジスタンスのワイアットとレミュエルはBCRのベルに接触する。スミスはモンタナ州に行き、娘たちをヘレンから引き離して連れ戻す。並行世界のバージニア州ではジュリアナがセールスマンであるスミスの家族と親しくなり、トーマスら子供たちに合気道を教える。瞑想の中で易の第六十四卦を目にする。 |               |                                           |                      |                                       |                |
| 32 | 2             | "危険な扉" "Every Door Out…"              | John Fawcett         | Kalen Egan                            | 2019年11月15日 |
| サンフランシスコでは、3年前、ベルとイライジャはBCRの指導者に会う。現在、レジスタンスはBCRに協力を求め、チルダンの催す競売で大日本帝国の指導者たちの暗殺を計画する。皇太子妃と猪口提督がチルダンの店を訪れる。木戸は矢守将軍に田上暗殺事件の捜査の終結を命じられる。木戸の息子の徹はPTSDに苦しむ。東部の大ナチス帝国ではニーベンベルト計画の工作員が連合国の勝った並行世界から戻り、その世界のスミスはセールスマンであり、娘はいないがトーマスは元気であるとスミスに伝える。スミスはジュリアナの写真を目にとめる。ニューヨークに戻ったスミスの長女ジェニファーはイヤー・ゼロ後の社会の変貌に戸惑う。次女のエイミーは大ナチス帝国に黒人がいないことを訝る。アベンゼンの協力の下、"扉"で繋がる多元宇宙の地図が作られる。並行世界では、工作員たちが防衛計画を妨害し、ジュリアナを見張る。 |               |                                           |                      |                                       |                |
| 33 | 3             | "吸収" "The Box"                          | John Fawcett         | Kalen Egan                            | 2019年11月15日 |
| サンフランシスコではチルダン主催の競売が開かれ、客の日本政府高官をレジスタンスとBCRが襲う。車に隠れたチルダンはBCRのアジトに運ばれる。徹が酒場で殺人事件を起こして木戸はヤクザの大神に呼びだされ、事件をもみ消す。ヘレンは娘たちを守るためニューヨークに戻る。並行世界ではジュリアナが工作員に襲われるが、この世界のスミスが自分を犠牲にして救う。 |               |                                           |                      |                                       |                |
| 34 | 4             | "ジュリアナ、戻る"                        | Rachel Leiterman     | Mark Richard                          | 2019年11月15日 |
| サンフランシスコでは、チルダンがBCRとの平和交渉を求める手紙を書き、皇太子妃と猪口提督は交渉に合意する。木戸は矢守将軍に猪口将軍の監視を命ぜられる。矢守将軍に近い、部下の飯島大尉が田上暗殺犯であることを知る。東部では、アムンゼンは枢軸国の勝利を正当化する映画に出演させられる。ジュリアナは元の世界に戻り、核兵器で汚染されたワシントンD.C.に入る。ニューヨークでは、スミスが並行世界の自分の死とジュリアナの帰還を知る。スミスとヘレンはヴィルヘルム・ゴーツマン大将とヒムラー総統夫妻を自宅でもてなす。ヒムラーの妻マルガレーテはヘレンが1年間不在だったことを詮索し、スミス夫妻は自分たちの危うい立場に気づく。スミスは自ら、並行世界に旅する。 |               |                                           |                      |                                       |                |
| 35 | 5             | "スミス家の岐路" "Mauvaise Foi"           | Charlotte Brändström | デヴィッド・スカルパ                  | 2019年11月15日 |
| サンフランシスコでは、BCRと猪口提督が秘密裏に会談するが、木戸が憲兵隊を率いてBCRの指導者を殺し、猪口を逮捕する。矢守将軍は猪口に田上暗殺の罪を着せようとする。チルダンはBCRから逃亡する。東部では、ジュリアナがワイアットに再会し、スミスを狙う。ヘレンには秘密警察のマーサが付き添いにつく。並行世界では、スミスがトーマスに再会し、黒人差別を目にする。1946年に自分が見捨てたユダヤ人の友人を見て動揺する。 |               |                                           |                      |                                       |                |
| 36 | 6             | "内なる力" "All Serious Daring"           | Julie Hébert         | Lolis Eric Elie                       | 2019年11月15日 |
| サンフランシスコでは、チルダンが店に戻る。矢守は皇太子妃を拘束し、軍法会議で猪口を田上暗殺犯にしたてあげる。だが木戸は猪口を銃殺刑から救い、矢守を逮捕させる。BCRは石油のパイプラインを狙う。東部では、ジュリアナがアベンゼンの放送に隠されたメッセージを読み解く。ジュリアナとワイアットはヘレンに会いにニューヨークに向かい、自由の女神象の代わりに建てられた新しい立像を見る。並行世界では、トーマスが両親の反対を押し切ってベトナム戦争に志願する。スミスは元の世界に戻る。 |               |                                           |                      |                                       |                |
| 37 | 7             | "蜂起" "No Masters But Ourselves"         | Richard Heus         | ウェズリー・ストリック                | 2019年11月15日 |
| 西部の日本太平洋合衆国ではBCRが同時爆弾テロを仕掛け、パイプラインを爆破する。木戸は占領地域の保持が困難であることを帰国する皇太子妃に伝える。二日後、天皇は北米からの撤退を発表する。矢守は自殺する。東部では、ジュリアナとワイアットがハーレムに入り、ヘレンへの接近をはかる。ヘレンは中立地帯にいた汚名をそそぐため、社交界に復帰しようとする。 |               |                                           |                      |                                       |                |
| 38 | 8             | "本土帰還" "Hitler Has Only Got One Ball" | フレッド・トーイ     | Jihan Crowther                        | 2019年11月15日 |
| サンフランシスコでは、日本人が帰国を急ぐ。チルダンは皇太子妃から日本に行く許可をもらい、助手のユキコと結婚する。木戸の息子徹はアヘン窟に入り浸り、ヤクザに借金を作る。木戸は白人に処刑されそうになり、BCRに救われ監禁される。ヤクザの大神はBCRに協力関係を申し出る。東部では、大ナチス帝国が西海岸侵攻を計画する。妻を自殺で失ったアベンゼンがスミスに不吉な予言を知らせる。スミスは並行世界からトーマスを連れてくる計画を立てる。ジュリアナはヘレンに接触し、スミスが生きているトーマスにあったと教える。フーバーがスミス家を調査してスキャンダルをつかみ、ゴーツマンはスミスをベルリンに召喚しに来る。スミスは部下に反乱を持ちかけられるが断る。 |               |                                           |                      |                                       |                |
| 39 | 9             | "破滅への序曲" "For Want of a Nail"       | John Fawcett         | Mark Richard and デヴィッド・スカルパ | 2019年11月15日 |
| 大ナチス帝国の侵攻が迫るサンフランシスコでは、捕らえた木戸をめぐってBCRが白人と対立する。チルダンは日本行きがかなわず、ユキコと離れ離れになる。ニューヨークでは、夫の部屋に隠されたヘレンが並行世界で撮られたトーマスと自分たちのフィルムを見て驚き、ジュリアナに連絡する。ジュリアナはヘレンにスミスを暗殺する計画を持ちかけ、怪しんだマーサは殺される。ベルリンでは、スミスはアドルフ・アイヒマン親衛隊上級大将に迎えられて西海岸への侵攻計画を伝えられ、スミス家を盗聴していたフーヴァーがスミスを貶める証拠を提示する。スミスとゴーツマンは共謀してヒムラー、アイヒマンらナチス幹部とフーヴァーを皆殺しにし、それぞれ北米と残りの世界を得る。 |               |                                           |                      |                                       |                |
| 40 | 10            | "神の炎" "Fire from the Gods"             | Daniel Percival      | デヴィッド・スカルパ                  | 2019年11月15日 |
| サンフランシスコでは、チルダンはヤクザに頼んで日本に行こうとする。木戸はBCRから逃れ、息子の自由と引き換えにヤクザの最高顧問となる。BCRは白人と結んで侵攻に備える。ニューヨークでは、スミスが北米長官となり、西海岸侵攻作戦を練る。BCRが乗っ取って流した宣伝放送を見たジェニファーは母を責める。ヘレンは西海岸で白人種以外を殲滅する夫の計画を知り、娘たちを託して夫の予定をジュリアナに漏らす。スミス夫妻は列車で"扉"に向かい、スミスはトーマスをこの世界に連れてくるつもりだと打ち明ける。ジュリアナらレジスタンスは列車を爆破し、妻を失ったスミスは自殺する。西海岸への空爆は中止される。扉が開き、多くの人々がやって来る。 |               |                                           |                      |                                       |                |

## 企画
2010年にBBCがテレビドラマ化を発表した。ディックの小説『アンドロイドは電気羊の夢を見るか?』の映画化作品である『ブレードランナー』を監督したリドリー・スコットが製作総指揮、ハワード・ベントンが脚本を務め、スコット・フリー・プロダクションズ、エレクトリック・シェパード・プロダクション、ヘッドライン・ピクチャーズ制作による全4話構成でBBC Oneで放送されることが決まったが、その後は動きがなかった。
2013年2月11日、アメリカのケーブルテレビ局であるSyfyがテレビドラマ化を発表した。BBCと同様に全4話構成で制作することになり、「Xファイルシリーズ」のフランク・スポトニッツが脚本兼任で、スコットと共に製作総指揮を担当することになった。しかし、Syfyがドラマ化を断念したため、最終的にアマゾン・スタジオがネットドラマ化を発表した。スコット、スポトニッツに加え、演出を『PERSON of INTEREST 犯罪予知ユニット』のデビッド・セメルが担当し、パイロット版が制作された。
2015年1月15日にドラマシリーズ化候補13作品中の1本としてパイロット版が公開され、13作品中最も視聴された作品となった。これを受け、2月19日に他の4作品と共にドラマシリーズ化が正式に決定し、7月に開催されたサンディエゴ・コミコンでは第1話・2話の試写会が行われた。シリーズは11月20日からAmazonビデオで配信された。

## 撮影

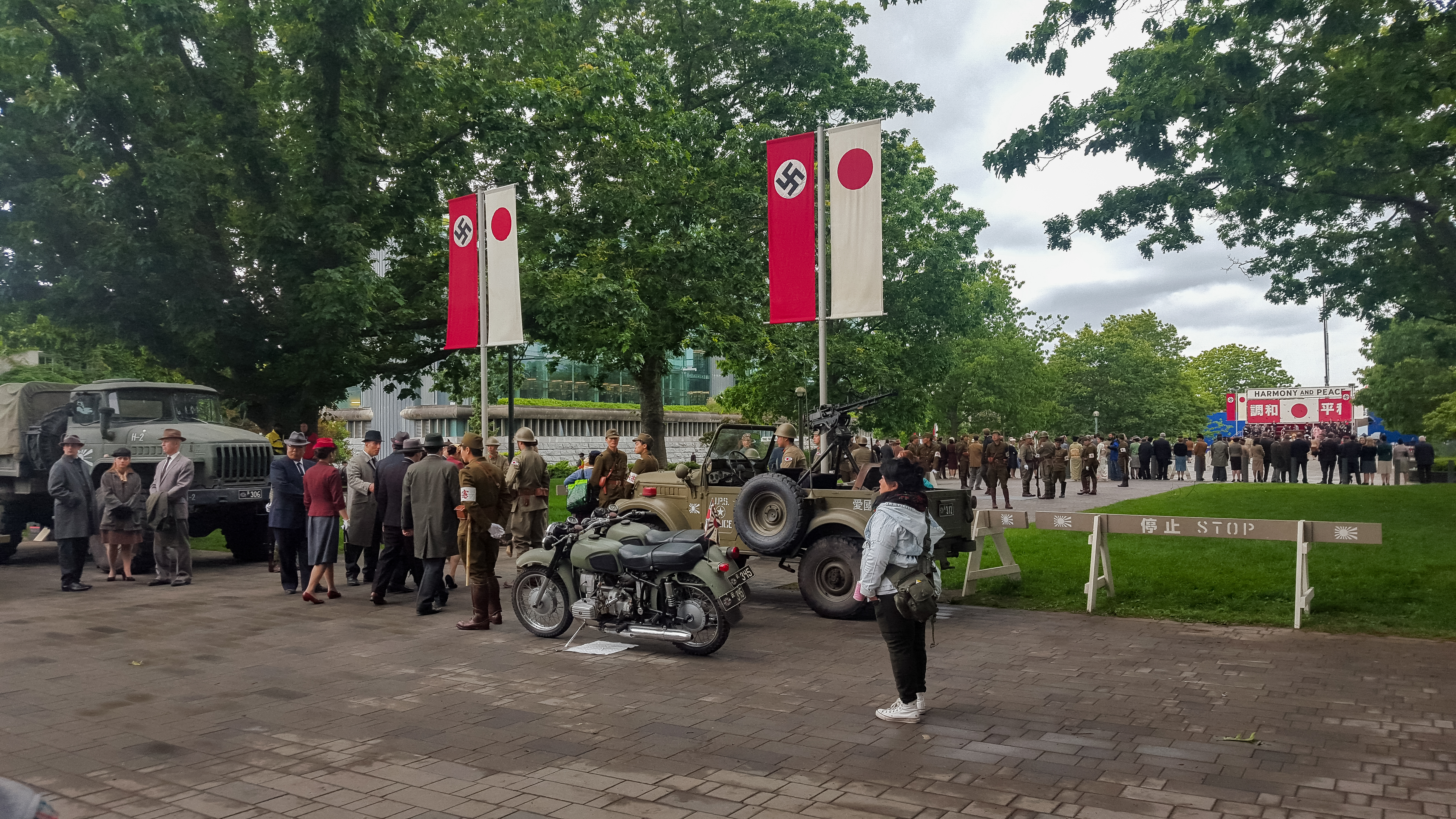
ブリティッシュコロンビア大学での撮影風景（2015年6月2日）

2014年10月1日にパイロット版の撮影が開始され、サンフランシスコ、ニューヨーク、シアトル、ロザリンで撮影が行われた。シアトルではシアトル・センター・モノレール、パラマウント・シアターを使用した他、パイク・プレイス・マーケットやジョージタウン地区の中心街、国際街での撮影が行われ、ロザリンでは『たどりつけばアラスカ』のオープンセットで撮影が行われた。
2015年4月からはカナダ・ブリティッシュコロンビア州バンクーバーの金融センターで撮影が行われ、5月から6月にかけてブリティッシュコロンビア大学でも撮影が行われた。

## 騒動
2015年11月、ドラマ宣伝の一環としてニューヨーク市地下鉄の車両座席に旭日旗やナチス・ドイツの国章をあしらった星条旗をデザインしたが、市民から批判が殺到する騒動が起きた。デザインの掲示はニューヨークシティ・トランジット・オーソリティの許可を得て実施されたが、ニューヨーク市長ビル・デブラシオは「無責任で侮辱的だ」と批判し、Amazon.comは12月まで掲示予定だったデザインの撤去を決定した。

## 評価

### 批評
パイロット版は批評家から高い評価を受け、Rotten Tomatoesには16件のレビューが寄せられ、「リドリー・スコットにより、第二次世界大戦後のディストピアが再現され、放送開始後すぐに夢中にさせる内容となっており、他の作品とは異なる」などとして94%の支持を集めている。

### 受賞
2016年の第68回プライムタイム・エミー賞クリエイティブアート・エミー賞において撮影賞シングルカメラ・シリーズ部門とメインタイトルデザイン賞を受賞した。